# Göksu del Bòsfor
El riu Göksu és un dels dos rius afluents del Bòsfor a Turquia, la reunió dels quals forma un lloc de passeig i d'esbarjo conegut com "Les aigus dolces d'Àsia" entre Kandili i Anadolu Hisari. El lloc fou molt freqüentat al segle xix per la societat otomana, però va perdre aquesta característica amb les guerres dels Balcans i la I Guerra Mundial.